# Iso Litjojärvi
Iso Litjojärvi eller Litojärvi är en sjö i Finland. Den ligger i kommunen Ranua i landskapet Lappland, i den centrala delen av landet, 600 km norr om huvudstaden Helsingfors. Iso Litjojärvi ligger 133,7 meter över havet. Arean är 53,7 hektar och strandlinjen är 3,11 kilometer lång. Sjön  ingår i Ijo älvs huvudavrinningsområde.   
I övrigt finns följande vid Iso Litjojärvi:
- Honkainen (en sjö)